# Onton
Onton – jednostka osadnicza w Stanach Zjednoczonych, w stanie Kentucky, w hrabstwie Webster.